# 密叶堇菜
密叶堇菜（学名：Viola confertifolia）为堇菜科堇菜属下的一个种。

## 扩展阅读
- 維基物種上的相關：密叶堇菜